# کرم ابریشم (موشک)

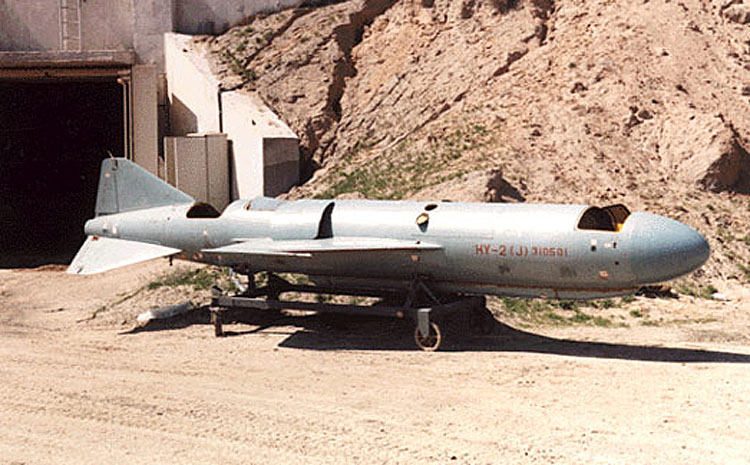
موشک ضد کشتی کرم ابریشم

موشک ضد کشتی کرم ابریشم خانواده‌ای از موشک‌های کروز میان‌برد و از انواع ابتدایی موشک‌های ضدکشتی چینی است که در چندین درگیری دریایی از آن‌ها استفاده شده‌است. در جنگ نفت‌کش‌ها در جریان جنگ ایران و عراق هر دو کشور ایران و عراق از این موشک استفاده کردند. نام کرم ابریشم برای دو مدل «اچ‌وای-۱» و «اچ‌وای-۲» در نظر گرفته شده‌است. کرم ابریشم بر پایه موشک ضد کشتی روسی «اس‌اس‌ان-۲» (استایکس) یا همان تی-۱۵ پرمیت طراحی شده‌است. این موشک قابلیت شلیک از زمین، هوا و دریا را دارد.
اولین موشک از این خانواده اچ‌وای-۱ بود. سی ۲۰۱ مدل جدیدتری بود که بدنه طولانی‌تری برای حمل سوخت بیشتر و در نتیجه برد بالاتر داشت. یک بال مثلثی و سه سکان و یک دم شکل ظاهری هر دو این موشک‌ها را معرفی می‌کرد. سی-۲۰۱ در چندین مدل ساخته شد که اس‌وای-۱آ برای شلیک از کشتی و اچ‌وای-۲ برای شلیک از زمین طراحی شده بود. این موشک در ارتفاع پایین حرکت کرده و سیستم ضد-پارازیتی برای جلوگیری از اخلال الکترونیکی دشمن در آن تعبیه شده بود. کلاهک جنگی بزرگ آن این قدرت را به آن می‌داد که یک کشتی ۳ هزار تنی را غرق کرده یا به شدت صدمه بزند. آخرین آزمایش‌های اچ‌وای-۲ در سال ۱۹۷۰ انجام شد. وزن مدل اچ‌وای-۲ این موشک ۲۹۸۸ کیلو، طول آن ۷٫۳۶ متر، قطر آن ۷۶ سانتی‌متر است. کلاهک آن حاوی ۵۱۳ کیلو مواد منفجره ضدزره است و از یک موتور راکتی سوخت مایع در کنار یک موتور راکتی تقویتی سوخت جامد استفاده می‌کند. سرعت آن به ۰٫۸ ماخ رسیده و حداکثر برد مفید آن تا ۱۰۰ کیلومتر است
مصر و سوریه از نمونه روسی این موشک علیه اهداف اسراییلی استفاده کردند. اولین درگیری موفق موشکی در سال ۱۹۶۷ با شلیک ۴ فروند استایکس به سمت ناو «ایلات» اسراییلی اتفاق افتاد که در این حمله ناو ایلات غرق شد. استایکس‌های روسی ثابت کردند که می‌توان یک ناو مدرن را با شلیک موشک‌های دریا پرتاب غرق کرد.
کرم ابریشم زیر نظر یک دانشمند چینی با نام «سیم هسو-شن» توسعه یافت در جنگ اول خلیج فارس عراق از این موشک به عنوان یک موشک زمین به زمین در کویت استفاده کرد. در ۲۵ فوریه ۱۹۹۵ یک سایت زمینی عراق دو فروند موشک کرم ابریشم را به سمت نبردناو آمریکایی یواس‌اس میزوری شلیک کرد که یکی از آنها توسط موشک «سی دارت» شلیک شده از ناوهای اسکورت منهدم و دیگری به خطا رفت.
اگر چه موشک کرم ابریشم از نظر فنی و کارایی ضعیفتر از موشک‌هایی مانند هارپون و اگزوست است ولی به دلیل کلاهک جنگی بزرگ این اطمینان را به شلیک‌کننده می‌دهد که در صورت اصابت به هدف، کار آن را می‌سازد.

## جنگ ایران و عراق
بحث‌برانگیزترین فروش سلاح چین در جریان جنگ ایران و عراق به این موشک مربوط می‌شد. ایران در تابستان ۱۳۶۵ اولین محموله موشک اچ‌وای-۲ را دریافت کرد و در پائیز ۱۳۶۶ یک نفتکش متعلق به آمریکا با پرچم لیبریا و یک نفتکش کویتی با پرچم آمریکا را هدف قرار داد. چین به اعتراض آمریکا اینطور پاسخ داد که این موشک‌ها از کره شمالی به ایران ارسال شده است. هرچند چینی‌ها در مارس ۱۹۸۸ اعلام کردند که فروش موشک‌های کروز ضدکشتی به ایران را متوقف کرده‌اند اما تحویل اچ‌وای-۲ در سال ۱۹۸۹ (۱۳۶۸) هم انجام می‌شد. در اواخر سال ۱۳۶۶ ایران مدعی شد که توانایی ساخت اچ‌وای-۲ و موشک‌های ضدکشتی کروز را در داخل کشور دارد. هم‌اکنون برآورد می‌شود که حدود ۱۰۰ اچ‌وای-۲ در هشت تا ده پرتابگر موشکی متحرک در شمال تنگه هرمز مستقر شده باشند.
.
در اواسط سال ۷۲شمسی،ایران اولین تست عملیاتی کرم ابریشم ساخت داخل را در پایگاه نیروی دریایی سپاه در نزدیکی جاسک،با موفقیت انجام داد،در این تست موفق کرم ابریشم ایرانی توانست هدفی را در فاصله نزدیک به پنجاه مایلی ساحل دریای عمان مورد اصابت قرار دهد
این تست بازتاب گسترده‌ای در رسانه‌های جهان داشت،وزارت امور خارجه آمریکا از آن اظهار نگرانی کرد و این اقدام ایران را مخل امنیت منطقه و عملی تحریک آمیز خواند
بی بی سی در گزارشی مفصل به بررسی جزئیات این تست پرداخت

## کاربران

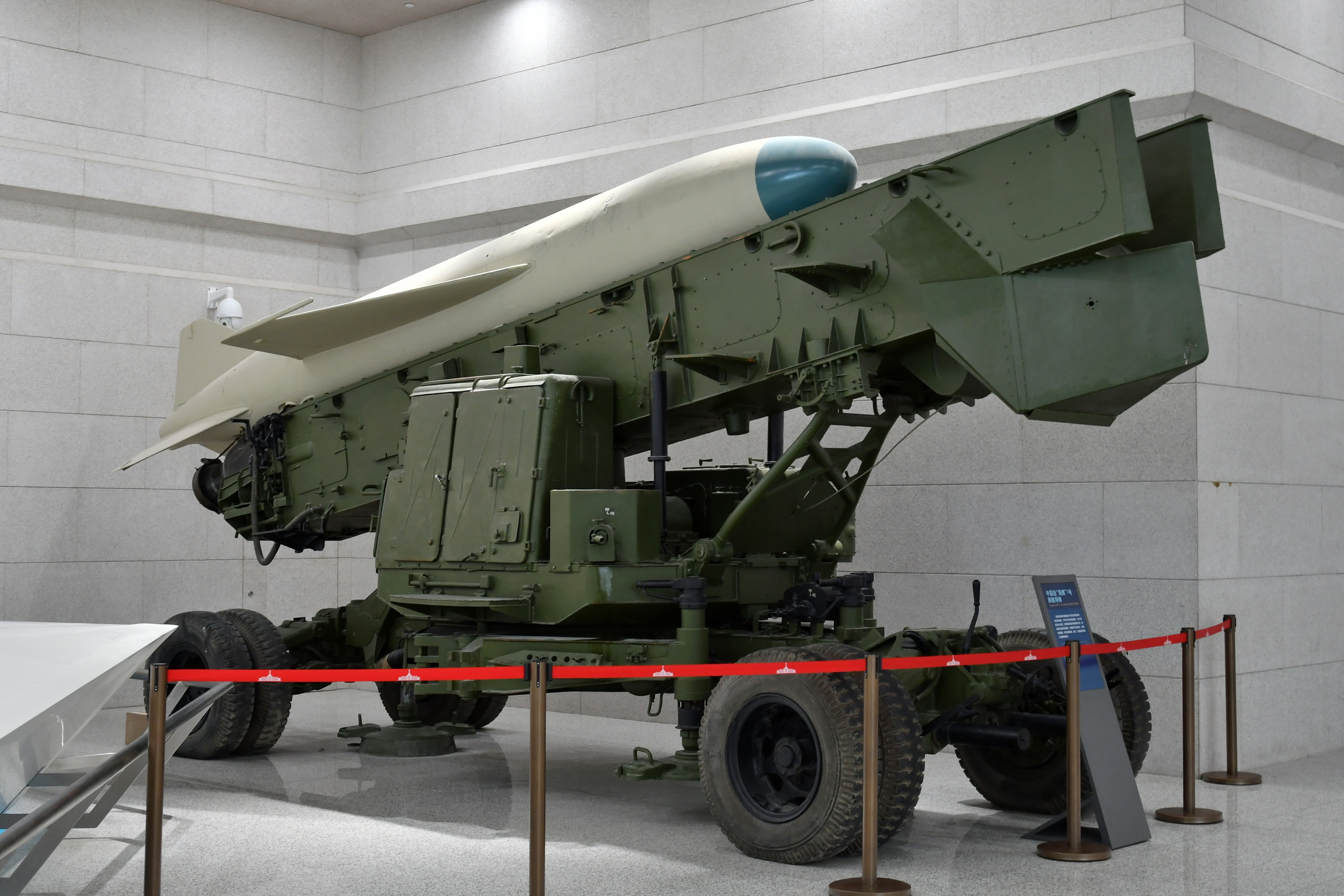
پرتابگر زمین‌پایه اچ‌وای-۱

- بنگلادش
- مصر
- چین
- ایران
- عراق
- میانمار
- کره شمالی
- سودان
- امارات متحده عربی